# 西山森林公园

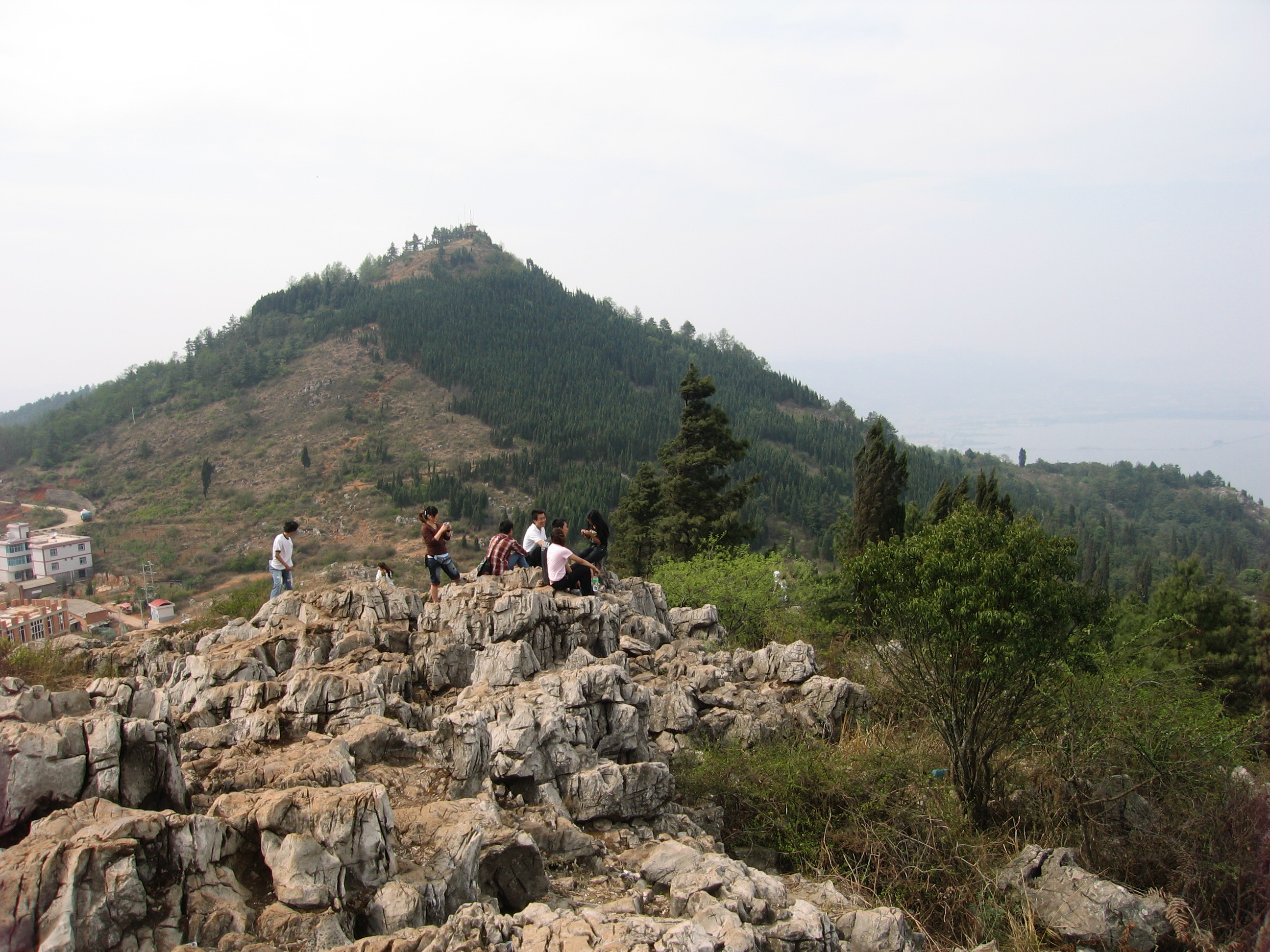
昆明西山景区

西山森林公园是位于中國雲南省昆明市滇池西畔，坐落于西山上的一個森林公園，也是国家级风景名胜区，称为昆明西山国家级风景名胜区。在西山公園中可眺望整個滇池的風光。
其中著名景点包括龙门、三清阁、太华寺、聶耳墓等。